# Amandus Eberhard Rodatz
Amandus Eberhard Rodatz (* 1. Februar 1775 in Hamburg; † 27. Dezember 1836 ebenda) war ein deutscher Organist und Komponist.

## Leben
In Hamburg geboren, zog Rodatz im Jahr 1778 mit seinen Eltern nach Ludwigslust. Sein Vater, der Kaufmann Rudolf Johann Jacob Rodatz († 1802), war dort Hautboist im Leib-Grenadier-Regiment des Herzogs Friedrich von Mecklenburg-Schwerin. Als der Herzog 1785 starb, wechselte er an die Hofkapelle und stieg dort unter dem Hofkapellmeister Antonio Rosetti im Jahr 1790 zum Hofmusikus auf. Rodatz widmete sich ebenfalls der Musik und ging 1785 im Alter von 10 Jahren nach Perleberg und später nach Bergedorf, wo er sein Musikstudium unter der Leitung des Organisten Albert Jacob Steinfeld vollendete.
Nach seiner Ausbildung wurde Rodatz Organist an der Hamburger Domkirche, welche jedoch 1803 säkularisiert wurde, wodurch er seine Stellung verlor. Daher betätigte er sich als Klavier-, Gitarren- und Gesangslehrer und übernahm nacheinander mehrere kleine Organistenstellen. Schließlich wurde ihm die Organistenstelle an der Hauptkirche Sankt Katharinen übertragen. Dieses Amt verwaltete Rodatz bis zu seinem Lebensende. Er erlitt 1836 während seines Orgelspiels zum Gottesdienstauszug des zweiten Weihnachtsfeiertages einen Schlaganfall und starb am nächsten Tag an dessen Folgen.
Rodatz gehörte einer Hamburger Freimaurerloge an und verfasste eine Kantate zur Trauer-Loge. Auch seine Bearbeitung der Texte des Freimaurers Joachim Lorenz Evers und der Auseinandersetzung mit dessen Frage: „Was ist der Mensch?“ deuten auf seine Zugehörigkeit zur Freimaurerei hin. Bekannt wurde Rodatz aber vor allem für seine Arrangements für Gitarre und Klavier. Er verfasste auch verschiedene Kompositionen zu romantischen Liedern sowie Volks- und Trinkliedern. 

## Familie
Rodatz war mit der einzigen Tochter des Kirchenbeamten an der Hauptkirche Sankt Katharinen Johann Diederich Boetefeur (1739–1823) verheiratet. Seine Tochter Marie Emilie heiratete im Jahr 1814 den Sprachlehrer an der Gelehrtenschule des Johanneums Jacob Gallois (1793–1872) und war die Mutter von Johann Gustav Gallois (1815–1872).

## Werke
- XII Veränderungen über das Lied: Ich klage dir, o Echo hier! Carl Wilhelm Meyn, Hamburg 1797, OCLC 554280019.
- An meine Laute (Ertöne süße Laute zur Wehmut leis’ gestimmt). OCLC 896283796.
- Der Organist und der Baelgentreter. Romance, in Musik gesetzt von Friederich Delver, eingerichtet für die Guitarre von A. E. Rodatz. Johann August Böhme, Hamburg, OCLC 255943665 (Eintrag im Online-Katalog des Südwestdeutschen Bibliotheksverbundes [abgerufen am 5. März 2015]).
- Der Organist und das Maedchen. Seitenstück zur Romance der Organist und der Baelgentreter, in Musik gesetzt von Friederich Delver, eingerichtet für die Guitarre von A. E. Rodatz. Johann August Böhme, Hamburg, OCLC 255942106 (Eintrag im Online-Katalog des Südwestdeutschen Bibliotheksverbundes [abgerufen am 5. März 2015]).
- Hamburgisches Journal des Gesanges mit Guitarre-Begleitung eingerichtet von A. E. Rodatz. Johann August Böhme, Hamburg, OCLC 702177036 (Ab 1804 erschienen insgesamt 6 Hefte.).
- Arie. Mit neuem Muthe, neuer Kraft etc., aus der Oper Zemire und Azor von Louis Spohr. Eingerichtet für’s Piano-Forte von A. E. Rodatz. Johann August Böhme, Hamburg, OCLC 777537645.
- Bass-Arie. Ich fürchte nichts!, aus der Oper Zemire und Azor von Louis Spohr. Eingerichtet für’s Piano-Forte von A. E. Rodatz. Johann August Böhme, Hamburg, OCLC 552058949.
- Aria. Des Todes Engel winkt. No che il morir non è. Aus der Oper Tancredi von J. Rossini. Mit Begleitung der Guitarre und Flöte von A. E. Rodatz. Johann August Böhme, Hamburg, OCLC 730046107.
- Der Raeuber Amor. Romance von Anakreon und Loeben, in Musik gesetzt und mit Begleitung der Guitarre eingerichtet von A. E. Rodatz. Johann August Böhme, Hamburg, OCLC 745504571 (Digitalisat auf den Seiten der Bayerischen Staatsbibliothek [abgerufen am 4. März 2015]).
- Ouverture aus dem Romantischen Schauspiel Preciosa von Carl M. Von Weber. Für’s Piano-Forte zu 4 Händen eingerichtet von A. E. Rodatz. Johann August Böhme, Hamburg, OCLC 247966587.
- Romance. Es seufzt’ einmal um Mitternacht, mit Begleitung der Guitarre von A. E. Rodatz. Johann August Böhme, Hamburg, OCLC 611164464.
- Romance. Mon coeur soupire des l’aurore le jour, avec accomp. de la Guitarre par A. E. Rodatz. Musique de P. D’Alvimare. Johann August Böhme, Hamburg, OCLC 475967581.
- Romance. Tu le veux donc ô peine extrême, par G. B. Piantanida. Arr. Pour la Guitarre par A. E. Rodatz. Johann August Böhme, Hamburg, OCLC 552101856.
- Trinksprüche von Langbein. Johann August Böhme, Hamburg.[7]
- Der Trinker (Ich bin ein geborner Zecher). Text von Karl Friedrich Müchler. Melodie von A. E. Rodatz. In: Auswahl deutscher Lieder. Dritte, vermehrte und verbesserte Auflage. Serig’sche Buchhandlung, Leipzig 1830, OCLC 33832790, S. 177–178 (Digitalisat bei Google Books [abgerufen am 4. März 2015]).
- Der Matrose. Lied (Auf Matrosen! Die Anker gelichtet!) eingerichtet für die Guitarre oder Piano-Forte von A. E. Rodatz. Schott, Mainz, OCLC 165365582 (Digitalisat auf den Seiten der Universitätsbibliothek Tübingen [abgerufen am 4. März 2015]).
- Der Mensch. (Was ist der Mensch? Halb Thier halb Engel). In Musick gesetzt und für die Guitarre eingerichtet von Rodatz. Komponiert von Friedrich Delver nach einem Text von Joachim Lorenz Evers (= Auswahl von Arien mit Guitarre Begleitung. Nr. 21). Schott, Mainz, OCLC 255120640.[8]
- Arie. Was ist der Mensch? Nicht Thier nicht Engel. Gegenstück zu der Ode: Was ist der Mensch? Halb Thier halb Engel. In Musick gesetzt von Rodatz (= Auswahl von Arien mit Guitarre Begleitung. Nr. 22). Schott, Mainz, OCLC 255116756.
- Cantate zur Trauer-Loge 1832. Von dem Br. K. G. Prätzel. Composition von dem Br. A. E. Rodatz. Hamburg 1832, OCLC 837932591.